# Philip Levine
Philip Levine (Detroit, 10 de janeiro de 1928 — Califórnia, 14 de fevereiro de 2015) foi um poeta norte-americano, conhecido pelos poemas dicados à classe trabalhadora de Detroit. Por mais de 30 anos, trabalhou como professor universitário na Universidade do Estado da Califórnia. Entre 2011 e 2012, foi poeta laureado dos Estados Unidos.